# Castiarina garnettensis
Castiarina garnettensis es una especie de escarabajo del género Castiarina, familia Buprestidae. Fue descrita científicamente por Barker en 1989.